# Themira gracilis
Themira gracilis är en tvåvingeart som först beskrevs av Zetterstedt 1847.  Themira gracilis ingår i släktet Themira och familjen svängflugor. Arten är reproducerande i Sverige. Inga underarter finns listade i Catalogue of Life.